# Caiazzo
Caiazzo – miejscowość i gmina we Włoszech, w regionie Kampania, w prowincji Caserta.
Według danych na rok 2004 gminę zamieszkiwało 5969 osób, 165,8 os./km².

## Miasta partnerskie
- Ochtendung